# José Grande Sánchez
José Grande Sánchez   (Minaya, 4 d'octubre de 1944 - València, 22 de setembre de 2024) va ser un ciclista espanyol, que fou professional entre 1970 i 1977. El seu principal èxit fou la victòria final a la Volta a les Valls Mineres. El 1997 va ser escollit president de la Federació Espanyola de Ciclisme, després d'haver estat seleccionador nacional.

## Palmarès
- 1973
  - 1r al GP de Biscaia
- 1974
  - 1r a la Volta a les Valls Mineres i vencedor d'una etapa
  - 1r a la Volta a Segòvia i vencedor d'una etapa

### Resultats a la Volta a Espanya
- 1970. 31è de la classificació general.
- 1971. 43è de la classificació general
- 1972. 43è de la classificació general

### Resultats al Tour de França
- 1971. Abandona (12a etapa)
- 1973. 50è de la classificació general
- 1975. 58è de la classificació general
- 1976. Abandona (12a etapa)

### Resultats al Giro d'Itàlia
- 1973. 53è de la classificació general
- 1976. 67è de la classificació general
- 1977. 93è de la classificació general